# ألبرت دوغلاس
ألبرت دوغلاس (بالإنجليزية: Albert Douglas)‏ هو محامي ودبلوماسي وسياسي أمريكي، ولد في 25 أبريل 1852 في الولايات المتحدة، وتوفي في 14 مارس 1935 في نفس البلد. حزبياً، نشط في الحزب الجمهوري. وقد انتخب عضو مجلس النواب الأمريكي.